# 西邑乡
西邑乡，是中华人民共和国云南省保山市隆阳区下辖的一个乡镇级行政单位。

## 行政区划
西邑乡下辖以下地区：
下坝村、西邑村、吴山村、红土村、熊洞村、真峰村、鲁图村、集中村、窝角村、乌麻村、补麻村、竹林子村、石龙村、王寨村、赵寨村、小羊邑村、罗汉村、党麻村、老吴寨村、大庄村和铺门前村。